# Sauviac (Gers)
Sauviac is een gemeente in het Franse departement Gers (regio Occitanie) en telt 107 inwoners (2009). De plaats maakt deel uit van het arrondissement Mirande.

## Geografie
De oppervlakte van Sauviac bedraagt 6,6 km², de bevolkingsdichtheid is dus 16,2 inwoners per km².
De onderstaande kaart toont de ligging van Sauviac (Gers) met de belangrijkste infrastructuur en aangrenzende gemeenten.

## Demografie
Onderstaande figuur toont het verloop van het inwonertal (bron: INSEE-tellingen).